# Pornographie
Pour les articles homonymes, voir Pornographie (homonymie).

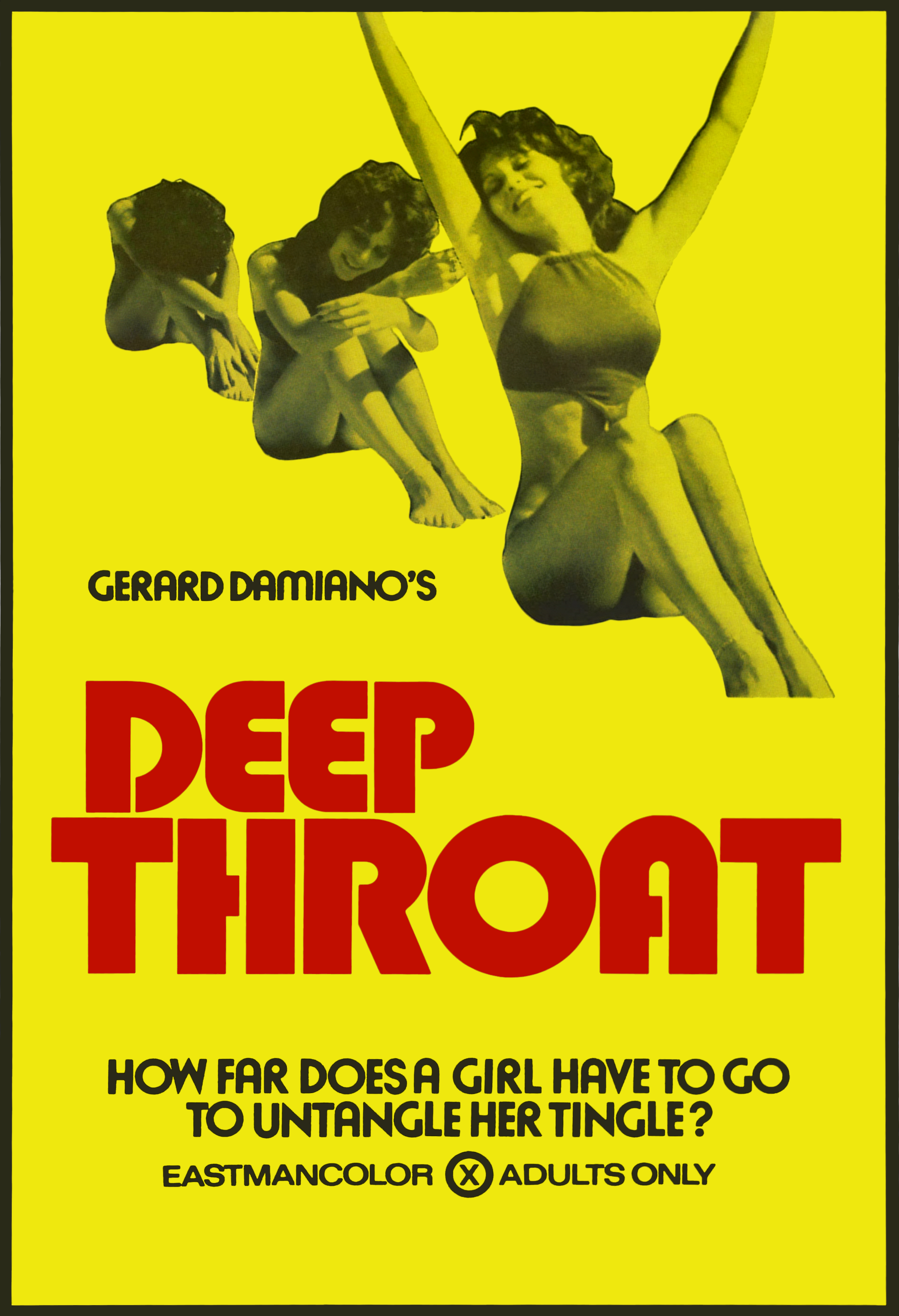
Gorge profonde, 1970. La révolution pornographique et le début de « l'Âge d'or » du genre.

La pornographie est la « représentation complaisante — à caractère sexuel — de sujets, de détails obscènes, dans une œuvre artistique, littéraire ou cinématographique », cette représentation explicite d'actes sexuels finalisés ayant pour but de susciter de l'excitation sexuelle.
Le terme se confond avec sa perception à travers le prisme des films pornographiques, soit d'une représentation d'actes sexuels ayant pour objectif d'exciter sexuellement le spectateur,.
Une immense industrie de consommation de la pornographie est apparue grâce à l'utilisation des cassettes vidéos, des DVD, puis d'Internet.
La pornographie amateur est également devenue très populaire et se distribue via Internet.

## Les difficultés d'une définition et ses limites

### Origine étymologique
Apparu au siècle des Lumières, le mot « pornographie » désignait alors plus spécifiquement les études concernant la prostitution. Cette définition se retrouve dans son étymologie, le mot pornographie dérivant du grec ancien πορνογράφος / pornográphos, lui-même un dérivé de πόρνη / pórnê signifiant « prostituée » et de γράφω / gráphô, qui signifie « peindre », « écrire » ou « décrire ». On le dérive sous les termes porno (abréviation française), et porn (abréviation anglo-américaine).

### Pornographie et érotisme

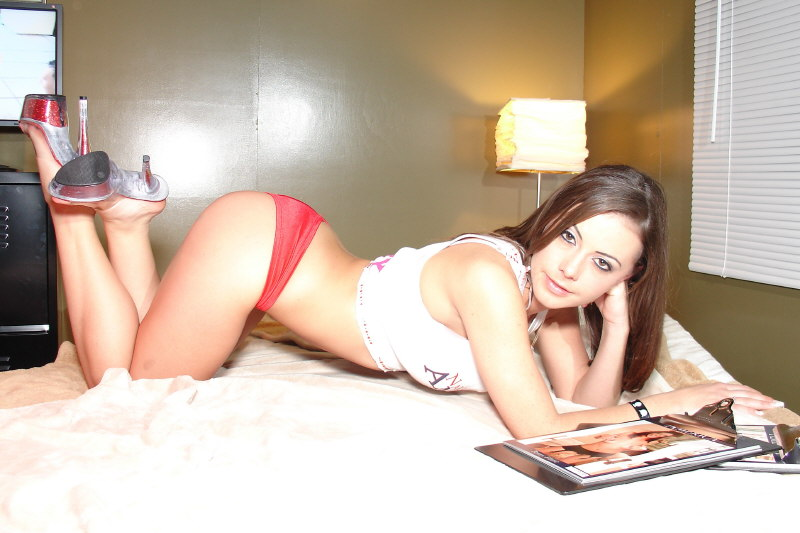
Exemple de photo érotique ou « porno soft » montrant un mannequin dans une pose suggestive.

André Breton avait pour formule « La pornographie, c'est l'érotisme des autres », afin de démontrer simplement que ce qui choque l'un en s'apparentant à de la pornographie peut être toléré par un autre et s'inscrire plus élégamment dans l'érotisme — ceci valant pour des individus, des temps ou des civilisations. Ce terme peut donc être considéré comme négatif sur la frontière aussi morale que fluctuante de l'érotisme. Ce constat démontre que la définition de la pornographie est surtout basée sur la perception des individus, comme l'affirme Marie-Anne Paveau qui qualifie la pornographie d'une « affaire de réception, de regard, voire d'imagination ». Ainsi, il s'agit d'une « construction, par les mots et/ou les images, plus ou moins sophistiquée, et donc une activité de représentation du rapport sexuel, représentation directe et explicite ». D'ailleurs, la nudité est un élément essentiel de la pornographie, mais n'est pas garante de celle-ci : la pornographie exige une réception basée sur l'excitation.
De son côté, Michela Marzano affirme que la différence entre érotisme et pornographie est dans le récit :

« Là où l'érotisme est un récit — en images ou en mots — du désir qui pousse un être à la rencontre de l'autre, la pornographie […] ne vise jamais à raconter une histoire et représente des individus qui ne se reconnaissent pas comme sujets de leur désir. »

Non seulement l'érotisme est-il davantage rattaché à la narrativité, mais il est aussi beaucoup plus associé à l'art que la pornographie.
Depuis les années 1970 et son assimilation à la production de films X, la pornographie est à la fois portée par le milieu de la contre-culture et décriée par ses opposants comme une industrie du sexe plus intéressée par un intérêt mercantile de nature mafieuse[non neutre] (légalement proche du proxénétisme) que par une quelconque expression de la Révolution sexuelle. Devant le constat d'une importante dissymétrie homme/femme (acteur/spectateur, relation à l'homosexualité…), un rapprochement de la pornographie et de la prostitution peut s‘établir : non seulement dans les formes de représentation féminine, mais aussi dans un mode d'exploitation financier et physique du corps féminin[non neutre]. Ceci permet alors de différencier plus explicitement les domaines du comportement sexuel, de l'érotisme et de la pornographie.
De même, certaines personnes acceptent en dehors d'une logique sexuelle la représentation des parties intimes de l'être humain, comme les naturistes, mais ne peuvent accepter la représentation réaliste de l'acte sexuel — pour des raisons très variables, allant de la pudeur à l'association de l'acte sexuel à quelque chose de honteux ou de bestial, qui tend à abaisser la dignité de l'être humain (argument auquel on peut opposer celui de l'acte de se nourrir que nous partageons aussi avec les animaux et que l'on élève plus aisément au rang d'art, contre-argument auquel on peut opposer la défécation que nous partageons avec les animaux et que nous ne pratiquons pas en public). Pour d'autres[Qui ?], ce n'est pas l'acte qui est honteux, mais le fait de s'exhiber et de se livrer au désir d'autrui en niant ainsi sa propre dignité humaine (on s'abaisse à n'être qu'un moyen de satisfaction). Dans ces cas, la pornographie est alors synonyme de vulgarité ou d'obscénité.[réf. nécessaire]

### Champs de représentations
On trouve des représentations d'actes sexuels dans la plupart des sociétés humaines depuis la Préhistoire. Les fonctions de ces représentations restent mal connues : ainsi, on[Qui ?] associe souvent de telles scènes à des rites de fécondité de l'Antiquité au Moyen Âge (qui restent cependant hypothétiques).[réf. nécessaire]
Selon les sociétés, la représentation de la sexualité est soumise à des normes différentes qui sont souvent liées aux définitions qu'elles donnent de la sexualité : les célèbres sculptures érotiques des temples de Khajurâho en Inde, qui s'intègrent dans une architecture religieuse, n'avaient certainement pas le même statut que les photos pornographiques vendues « sous le manteau » dans les cités occidentales au XIXe siècle. La définition même de la pornographie change donc selon les sociétés. Par exemple, les sculptures médiévales (y compris dans les cathédrales) représentent des scènes qui peuvent paraître aujourd'hui obscènes, mais qui visaient certainement d‘autres objectifs à cette époque.
La représentation pornographique est par ailleurs étroitement liée aux techniques artistiques, littéraires ou autres. Les romans du marquis de Sade s'inscrivent dans la tradition littéraire française du XVIIIe siècle dont ils constituent à la fois un chef-d'œuvre et un extrême. Les gravures qui les accompagnent recourent en revanche à des techniques graphiques de l'époque qui sont bien souvent peu innovantes d'un point de vue formel.
Aujourd'hui, la pornographie est un enjeu de débat social essentiellement à cause des moyens de reproduction technique (selon l'expression de Walter Benjamin) — photographie, cinéma, vidéo, Internet — qui donnent à ces images une audience quasiment universelle. Le réalisme de l'image photographique ou cinématographique a également modifié notre perception de la pornographie : alors que toute représentation littéraire ou artistique était jusque-là frappée du sceau de l'imaginaire (l'écrivain a pu imaginer ce qu'il raconte, et le peintre reconstituer ce qu'il nous montre), la photographie, même si elle est mise en scène de façon artificielle et parfois même manipulée, nous montre quelque chose qui indubitablement a existé, a effectivement eu lieu (cf. les analyses de Roland Barthes dans La Chambre claire). Cette forme nouvelle de pornographie en tire incontestablement un pouvoir de fascination inédit qui explique la large diffusion de ces images, mais également les débats qui les entourent : le sort des actrices pornographiques (beaucoup moins souvent des acteurs) est au cœur des débats — sont-elles contraintes ? le font-elles uniquement pour l'argent ? est-ce « un métier comme un autre » ? — tandis que les modèles éventuels des célèbres estampes japonaises ou des sculptures érotiques hindoues suscitent moins l'interrogation.

## Histoire

### Antiquité

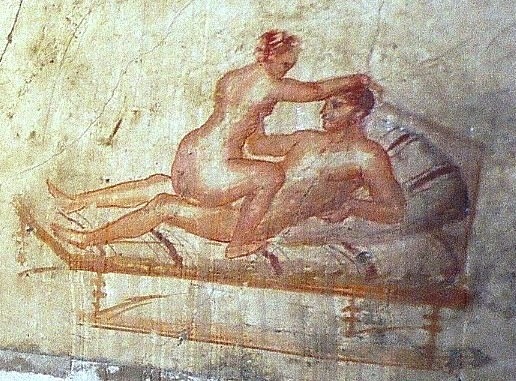
Couple ayant un rapport sexuel. Peinture murale, à Pompéi.

Les images pornographiques sont nombreuses dans tout l’Empire romain. Elles sont présentées aux yeux de tous sans aucune censure. Elles sont aussi bien moulées sur des céramiques sigillées que peintes à l'intérieur des riches villas aristocratiques et des lupanars afin de distraire une noblesse avide de licencieuses représentations. Cet art contribue à rappeler les interdits tout en faisant rire par d'odieuses situations.
En Chine, une riche littérature existe et de nombreux artefacts (peintures et sculptures) montrent une liberté de représentation de la sexualité. En Inde également, la culture a produit de nombreuses représentations d'actes sexuels notamment à l'extérieur des temples, car la culture valorisait la sexualité dans sa dimension « sacrée » (voir à ce sujet l'article sur le Tantrisme).

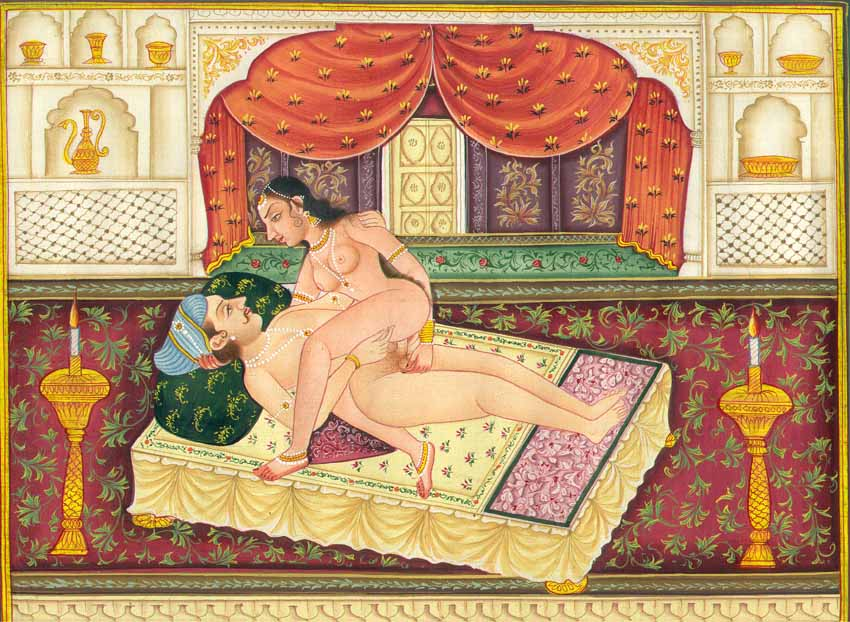
Une illustration du Kamasutra.

### Renaissance
En 1533, Pantagruel de Rabelais a été condamné comme ouvrage « obscène » par la Sorbonne. Cette condamnation portait sans doute moins sur l'obscénité du livre que sur son esprit général (que l'on peut qualifier de carnavalesque), trop éloigné des enseignements de l'Église. L'œuvre de Rabelais témoigne en outre d'une mentalité pour laquelle la sexualité faisait encore pleinement partie de la vie humaine et n'était pas considérée comme un sujet « tabou », interdit à la représentation et au discours commun. À cette époque, une catégorie comme la « pornographie » était en fait inconnue, et l'accusation d'obscénité visait beaucoup plus des comportements que des représentations (écrites ou graphiques). C'est aussi l'époque où l'on redécouvre l'Antiquité et le nu qui n'est pas considéré comme obscène.
Les guerres de religion qui déchirent peu après l'Europe et le mouvement de la Contre-Réforme qui va s'ensuivre modifient cependant profondément les mœurs de l'époque : d'une part, la dévalorisation de la « chair » dans ce contexte de religiosité exacerbée sera générale au XVIe siècle et au XVIIe siècle, tandis que le clergé cherchera à contrôler les comportements les plus intimes des fidèles (par l'entremise de la confession notamment). C'est également à cette époque que naissent en réaction les premiers textes libertins qui, s'inscrivant dans la modernité opposent la vérité de nature aux doctrines religieuses et aux dogmes. Si les représentations pornographiques ne sont pas prioritairement visées, elles sont les victimes de ce climat général de « puritanisme » (au sens courant du terme) qui s'installe en Europe : c'est alors qu'on repeint des feuilles de vigne sur les fresques de Michel-Ange au Vatican.[réf. nécessaire]

### Époque classique
C'est à l'époque de la Réforme et de la Contre-Réforme que l'on situe la distinction occidentale entre ce qui serait « érotique » (le nu artistique, par exemple) et ce qui serait « pornographique », c'est-à-dire illicite et condamné à la clandestinité (même si ce ne sont pas les termes employés à l'époque classique). La contrainte exercée sur les mœurs fait donc à ce moment de la pornographie un exercice de liberté et de subversion.
C'est le cas notamment en France avec l'expansion de la littérature libertine au XVIIIe siècle avec des auteurs aussi différents que Diderot (Les Bijoux indiscrets), Crébillon fils (Le Sopha, conte moral, Les Égarements du cœur et de l'esprit), Fougeret de Monbron (Margot la ravaudeuse), et bien d'autres auteurs aujourd'hui oubliés. Les œuvres du marquis de Sade constituent l'aboutissement extrême et singulier de cette littérature dont il donne une version qui peut apparaitre particulièrement noire et cruelle (le « sadisme » de l'auteur va jusqu'au meurtre d'hommes, de femmes et d'enfants). En Angleterre, Mémoires de Fanny Hill, femme de plaisir de John Cleland appartiennent à la même tradition « libertine ».
Un auteur pornographique d'une grande prolixité (neuf œuvres totalisant 2000 pages) fut André-Robert Andréa de Nerciat (1739-1800). Sa philosophie érotique est aux antipodes de celle encore timorée de Crébillon fils et de celle transgressive et cruelle du marquis de Sade[réf. souhaitée]. En réalité, son œuvre élabora une sexualité solaire, heureuse, joyeuse, humoristique[réf. souhaitée]. Félicia ou Mes Fredaines, Les Aphrodites, Le Diable au corps mettent en scène ses personnages lubriques, faussement innocents, retors et malins (la comtesse de la Motte-en-feu, Madame Durut, l'abbé Cudard) dans des situations burlesques, pleines de vivantes audaces scéniques.

### XIXesiècle

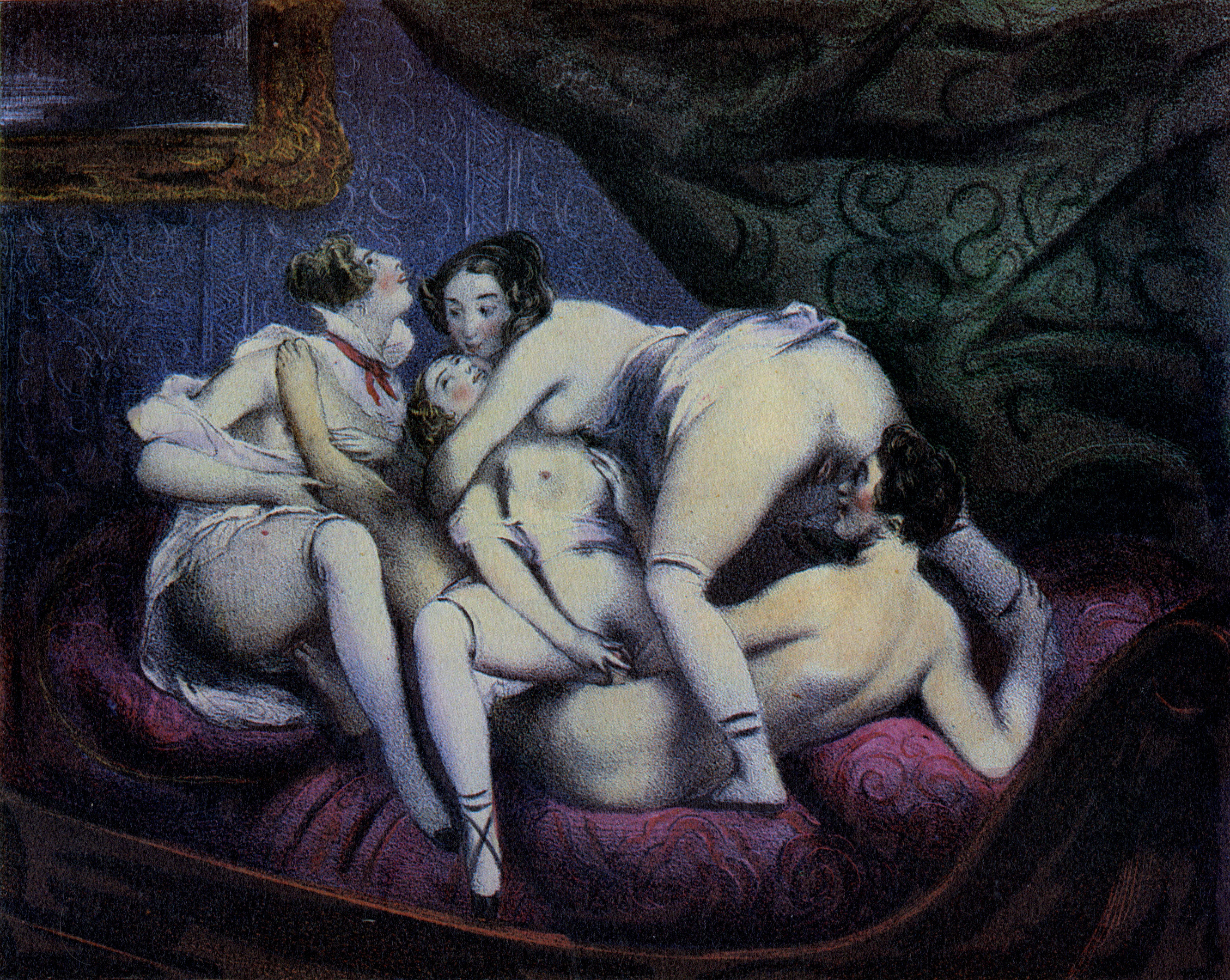
Illustration du roman Gamiani attribué à Alfred de Musset.

Le XIXe siècle se caractérise par une généralisation du climat de « puritanisme » instauré par l‘ère victorienne et qui va s’étendre aux valeurs dites « bourgeoises », marqué par la censure d'œuvres d'art ; les poursuites qu'exerce la justice Française en 1857 contre Gustave Flaubert pour son roman Madame Bovary et Charles Baudelaire pour son recueil de poèmes Les Fleurs du mal en sont les exemples les plus célèbres (Flaubert est acquitté, Baudelaire condamné). Ce siècle est particulièrement répressif en matière de pornographie : la décence impose des limites très strictes à toute représentation sexuelle, et la moindre transgression suscite le scandale, comme c'est le cas par exemple avec l'Olympia d'Édouard Manet ou Madame Bovary de Gustave Flaubert (même si l'écrivain réaliste, contrairement à Baudelaire, n'est pas condamné). C'est au début du XIXe siècle que se constitue le célèbre Enfer de la Bibliothèque nationale de Paris, qui rassemble les ouvrages offensant la « pudeur ».
Derrière cette prudence, le mot « pornographie » commence à prendre un sens contemporain : celui d'un désir caché et refoulé qui va commencer à s'inscrire clandestinement dans des écrits, des photographies, des lieux. Certaines œuvres sont aujourd'hui encore célèbres (par exemple Gamiani ou Deux nuits d'excès attribué de façon hypothétique à Alfred de Musset, ou bien l'œuvre gravée de Félicien Rops). Le personnage de la prostituée devient ainsi l'un des grands archétypes littéraires et artistiques du XIXe siècle. C'est également l'époque où s'inventent bien des rituels qui se confondent avec la prostitution et la pornographie contemporaine[précision nécessaire]. Les jeux de ces « messieurs » dans les « bordels » et le rapport à la « bonne » constituent l'archéologie de la ménagère et du fantasme bourgeois qui s'assumera un peu plus vers la fin de ce siècle avec les spectacles de théâtres et cabarets de Montmartre, comme ceux du Moulin-Rouge.

### Début duXXesiècle
La littérature « pornographique » émerge néanmoins progressivement dans l'espace public à partir de la fin du XIXe siècle et au XXe siècle. Un fait particulièrement marquant est la création en 1893 par Eugène de Budé du Bureau international contre la littérature immorale, qui entraine l'organisation à Berne en 1897 par des philanthropes majoritairement protestants d'un premier congrès international ciblant la « littérature immonde », et enfin, l'ouverture à Paris le 21 et 22 mai 1908, du Congrès international contre la pornographie, regroupant une cinquantaine d'associations ou ligues de moralité européenne : les organisateurs annoncent clairement leurs intentions, mettant en œuvre la défense des « États civilisés contre l'ordure », considérant que « l'Europe est en danger », et appelant à réprimer « l'écrit obscène qui menace tous les peuples ». Sont en première ligne de mire, la presse dite « grivoise », qui pullule depuis les années 1890, et pas seulement en France, ses illustrations, son prix d'achat peu élevé, sa présence dans les kiosques, et le fait que de plus en plus de monde, en ville comme à la campagne, y a accès. Ce congrès fait, au passage, le procès du « Paris galant », du Gay Paris, un état d'esprit qui « contamine » toutes les capitales. Le congrès dénonce aussi l'organisation souterraine des producteurs de matériels pornographiques, les catalogues et les envois qui circulent par voie postale, à travers tous les pays : plus besoin de boutique sur rue. Le Royaume-Uni possède un arsenal juridique efficace, le Post Office Protection Act (1884), qui exige des services postaux une plus grande vigilance ; durant le congrès, ces lois et règlements sont mises en avant, alors que la France et les Pays-Bas n'en connaissent aucune d'équivalente. Des « ligues de vertu », associations bien souvent aux fondements religieux, sont durant ces deux jours mobilisées. En France, leur voix s'expriment à travers l'avocat criminaliste et sénateur René Bérenger (1830-1915), surnommé par certains journaux « le Père la pudeur ». Ce congrès débouche sur un accord international signé le 4 mai 1910 entre tous les pays européens : toutes les services de police unissent leurs efforts afin de luter contre la vente et la diffusion de telles publications.
Par ailleurs, non seulement la photographie, mais désormais le cinéma permet de générer nouvelles formes d'images pornographiques « prises sur le vif » et d'un réalisme inédit. Ces images circulent pendant de nombreuses années « sous le manteau » avant d'apparaître progressivement au grand jour.
Dans les années 1960, la pornographie tire parti des technologies qui évoluent comme le cinéma ou les lecteurs de DVD.
Les pays scandinaves seront, bien plus tard, les premiers à autoriser la diffusion de telles images, notamment sous couvert d'éducation sexuelle (Je suis curieuse de Vilgot Sjöman, Suède, 1967).

### «Libération sexuelle»
Le principal obstacle à la pratique libre de la sexualité s'explique par l'opposition des religions, pour lesquelles la sexualité ne doit être accomplie que dans le cadre privé, entre personnes mariées, et pour lesquelles certains actes sexuels sont interdits. La pornographie est définie comme un péché. Mais avec le recul progressif des religions, tout particulièrement en Occident, on commence à assister à une véritable révolution sexuelle. Dans les années 1970, les films pornographiques sont autorisés dans les salles de cinéma en France et dans la plupart des pays occidentaux, même si ceux-ci sont parfois attaqués par différents groupuscules. Diverses restrictions viennent cependant encadrer cette diffusion, en particulier une interdiction générale aux mineurs. En France notamment, une nouvelle loi rend plus difficile la production de films à caractère pornographique, avec le classement « X » qui multiplie les contraintes de diffusion : alors que certains films pornographiques (ou jugés comme tels) étaient jusqu'alors diffusés sur les écrans des cinémas des « Grands Boulevards », cette nouvelle loi taxe fortement les cinémas réputés pornographiques, qui deviennent un secteur « spécialisé » et marginalisé. On assiste ensuite à la disparition quasi totale de ces salles dans les années 1990, conséquence, entre autres, de l'apparition de la cassette vidéo, permettant une consommation à domicile, plus aisée et moins stigmatisante.
Dans ce contexte où la sexualité est devenue omniprésente dans différents médias, certains s'interrogent sur les effets sociologiques et psychologiques de cette survalorisation du sexe (ou sexualisation excessive). Le cinéma pornographique présente, outre les caractéristiques physiques et les comportements hors-norme des acteurs (accentués par les effets de montage), une sexualité qui se focalise sur la génitalité et la performance. Ainsi représentée, la pornographie véhicule de vieux mythes sur la sexualité (rôle actif de l'homme, focus sur l'orgasme coïtal de la femme, recherche de l'orgasme simultané du couple, etc.).

### Développement d'Internet
Le développement d'Internet permet aux contenus pornographiques de se diffuser plus largement encore depuis le début des années 2000, en particulier en permettant de contourner les restrictions de diffusion liées à l'âge qui existent même dans les pays les plus permissifs, ainsi que les restrictions liés aux prix de vente. Le développement des vitesses de connexion permet l'émergence de sites de téléchargement puis de diffusion en « streaming » de vidéo, largement accessible dans les pays occidentaux au milieu des années 2000, ce qui modifie profondément la structure du marché en favorisant une consommation strictement privée de ces productions. La variété des sites à caractère pornographique est grande, allant de pages très chargées en images et en publicité à des pages à l'esthétique très soignée. L'industrie pornographique alimente d'ailleurs une confusion stratégique entre les productions professionnelles et personnelles. Les nombreuses catégories de médias que présentent les sites pornographiques sont révélatrices de la grande liberté de visionnement que procure la toile : la navigation anonyme permet d'explorer des espaces numériques tabous sans risque. Ainsi, la diffusion de la pornographie sur le Web atteint un public diversifié. La cyberpornographie se veut donc un espace numérique où le sujet et ses désirs sont transmis comme une vérité dans un discours très catégorisé.[pas clair] Le Web a conféré à la pornographie une visibilité qu'elle n'avait jusqu'alors jamais connue, via la VOD, mais aussi et surtout travers de sites de streaming gratuits, au contenu souvent piraté. Si le cloisonnement entre le monde de la pornographie (plus ou moins stigmatisée) et la sphère publique n'est pas totalement étanche, la barrière est bien présente et maintenue sous la pression de différents groupes sociaux plus ou moins actifs (beaucoup de féministes sont hostiles à la pornographie, mais également des associations familiales, des groupes religieux, des militants anti-capitalistes hostiles à « l'exploitation commerciale des corps » – les motifs avancés par les uns ou les autres peuvent s'opposer ou converger).
Pour ses détracteurs, la pornographie sur Internet n'est pas en soi une rupture, mais plutôt une poursuite d'un mouvement qui s'est esquissé avec l'invention du cinéma. La vraie rupture se situerait donc au tournant du XXe siècle. Internet constituerait une amplification particulièrement visible du phénomène, non sa mutation profonde.
La diffusion de la pornographie sur Internet – notamment via les sites gratuits comme YouPorn ou PornHub – a contraint l'industrie du cinéma pornographique à revoir son modèle économique. De nombreux studios spécialisés ont disparu, et d'autres ont été rachetés par les propriétaires des principaux sites pornographiques,.

## Catégories
On distingue souvent la pornographie de l'érotisme, qui consiste à représenter la sexualité avec des aspirations artistiques élevées, en se concentrant également sur les sentiments et les émotions, tandis que la pornographie implique la représentation d'actes d'une manière sensationnelle, en se concentrant entièrement sur l'acte physique, de manière à susciter des réactions rapides et intenses. La pornographie est généralement classée comme étant soit soft, soit hard. Une œuvre pornographique est qualifiée de hard si elle a un contenu hard, aussi petit soit-il. Les deux formes de pornographie contiennent généralement de la nudité. La pornographie soft contient généralement de la nudité ou de la nudité partielle dans des situations sexuellement suggestives, mais sans activité sexuelle explicite, sans pénétration sexuelle ou sans fétichisme « extrême », tandis que la pornographie hardcore peut contenir une activité sexuelle graphique et une pénétration visible, y compris des scènes de sexe non simulées.

### Genres
La pornographie englobe une grande variété de genres. La pornographie mettant en scène des actes hétérosexuels constitue l'essentiel de la pornographie et est « centrée et invisible », ce qui marque l'industrie comme hétéronormative. Cependant, une part importante de la pornographie n'est pas normative, présentant des formes non conventionnelles de scénarios et d'activités sexuelles telles le porno amateur, le porno présentant des personnes handicapées, le porno produit par des femmes, le porno queer, le BDSM et la modification corporelle.
La pornographie peut être classée en fonction des caractéristiques physiques des participants, du fétichisme, de l'orientation sexuelle, etc. La pornographie de réalité et de voyeurisme, les vidéos d'animation et les actes légalement interdits influencent également la classification de la pornographie. La pornographie peut appartenir à plusieurs genres :
- Le porno chic (celui du Golden Age, 1970-1985)
- La pornographie soft
- La pornographie hard
- La pornographie gonzo
- La pornographie-réalité
- La pornographie féministe
- La pornographie lesbienne
- La pornographie gay
- La pornographie queer
- La pornographie transgenre

## La pornographie et ses médias

### La littérature
Le sexe et l'érotisme accompagnent la naissance de la littérature. Du Cantique des Cantiques au Kâmasûtra, du Banquet de Platon aux chants de Sappho, de L'Art d'aimer d'Ovide au Satyricon de Pétrone, des écrits libertins et blasphématoires du « Divin Marquis » à la philosophie transgressive et sacrilège de Georges Bataille, ces thèmes traversent siècles et civilisations.
La sexualité et ses manifestations directes ou indirectes, des représentations de l’acte sexuel aux signes du désir en passant par les symboliques de l’amour, font en effet partie intégrante de la littérature et ne sont pas confinées à un genre spécifiquement « érotique » ou « pornographique », aux frontières d'ailleurs floues et discutées.
Des nombreuses conquêtes de Don Juan à L'Amour fou d’André Breton, des Confessions de Jean-Jacques Rousseau sur ses premiers émois sexuels aux Femmes damnées de Charles Baudelaire, la sexualité s’immisce entre les pages des œuvres littéraires sans distinction de genre : essai, théâtre, roman, poésie, etc..
Les auteurs de livres pornographiques font souvent usage de pseudonymes, mais cette littérature ne cesse d'être lue et étudiée. Selon le Dictionnaire du littéraire, cette littérature « manifeste le rôle de la littérature comme transgression des codes en même temps qu'affirmation de ce que ces codes valorisent en secret ».

### La peinture

L'Origine du monde, de Gustave Courbet.

Le célèbre tableau naturaliste L'Origine du monde a été peint par Gustave Courbet, à la demande d'un diplomate turc, en 1866, dans une période (Second Empire) où les mœurs étaient très austères et policées (il s'agit dans ce cas plus de l'Empire ottoman, pays du commanditaire, que de la France, pays du peintre). Ce tableau, qui ne circula qu'au sein de collections privées, fut considéré par les quelques intimes du peintre et du propriétaire de l'œuvre comme hautement « pornographique » ; il eût pu être interdit et provoquer les foudres de la censure s'il s'était trouvé sous les yeux de tous. Il fut, à un moment, propriété du psychanalyste Jacques Lacan qui le dissimula dans un cadre à double fond. Lacan commanda à son beau-frère, l'artiste André Masson, un nouveau masque ; ce sera Paysage anthropomorphe, un paysage de collines et buissons qui reprend les contours du tableau caché. Depuis 1995, le tableau a rejoint la collection du musée d'Orsay et est exposé parmi d'autres tableaux de Courbet, signe que la notion de pornographie est relative aux mœurs d'une époque.
Dans ses cahiers, Léonard de Vinci a laissé plusieurs dessins obscènes, l'un notamment de son assistant Salaï posant pour un ange tout en étant affublé d'une érection (angelo incarnato). Beaucoup de ces dessins, longtemps censurés, restent à découvrir. On a même cru découvrir — arguant cette parole mystérieuse du peintre « Misérables mortels, ouvrez les yeux ! » — une pornographie cachée dans plusieurs de ses œuvres les plus célèbres (La Vierge aux rochers, etc.).

### La philosophie
Dans Le discours pornographique, Marie-Anne Paveau fait état du lien qui existe entre philosophie et pornographie. Reprenant les mots de Robert Danton, elle souligne que les deux termes ont été synonymes dans la France prérévolutionnaire. Ils faisaient tous deux référence à des écrits subversifs ou libertins. Ainsi, les deux champs ont longtemps eu le même objectif : la contestation de l'ordre établi. Sous le règne de Louis XVI, la philosophie et la pornographie se sont associées dans le combat politique à travers les pamphlets de la Révolution française. Au XVIIIe siècle, la pornographie servait au développement de la pensée philosophique. Paveau fait ici référence au roman Thérèse philosophe. Elle cite aussi en exemple La Philosophie dans le boudoir du Marquis de Sade où l'éducation est mise en place à travers une alternance de discours philosophique et de scènes pornographiques.
Toutefois, bien qu'elle soit présente dans la pensée philosophique, la pornographie a toujours été marginalisée puisque l'histoire occidentale l'a opposée à la vertu et à la morale. Ruwen Ogien affirme d'ailleurs que « l'influence libératrice de Michel Foucault, pour tout ce qui concerne la recherche relative à la sexualité, n'a pas suffi à rendre le thème philosophiquement respectable ».

### Le cinéma et l'industrie audiovisuelle

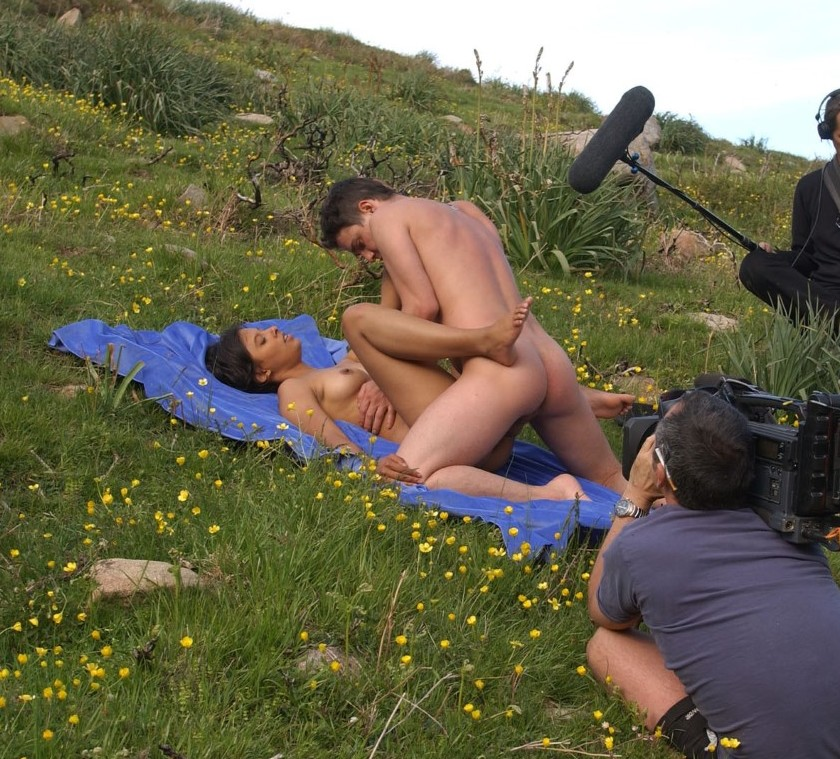
Photo de tournage du film Inkorrekt(e)s, de John B. Root, avec l'actrice Mahé et l'acteur Titof.

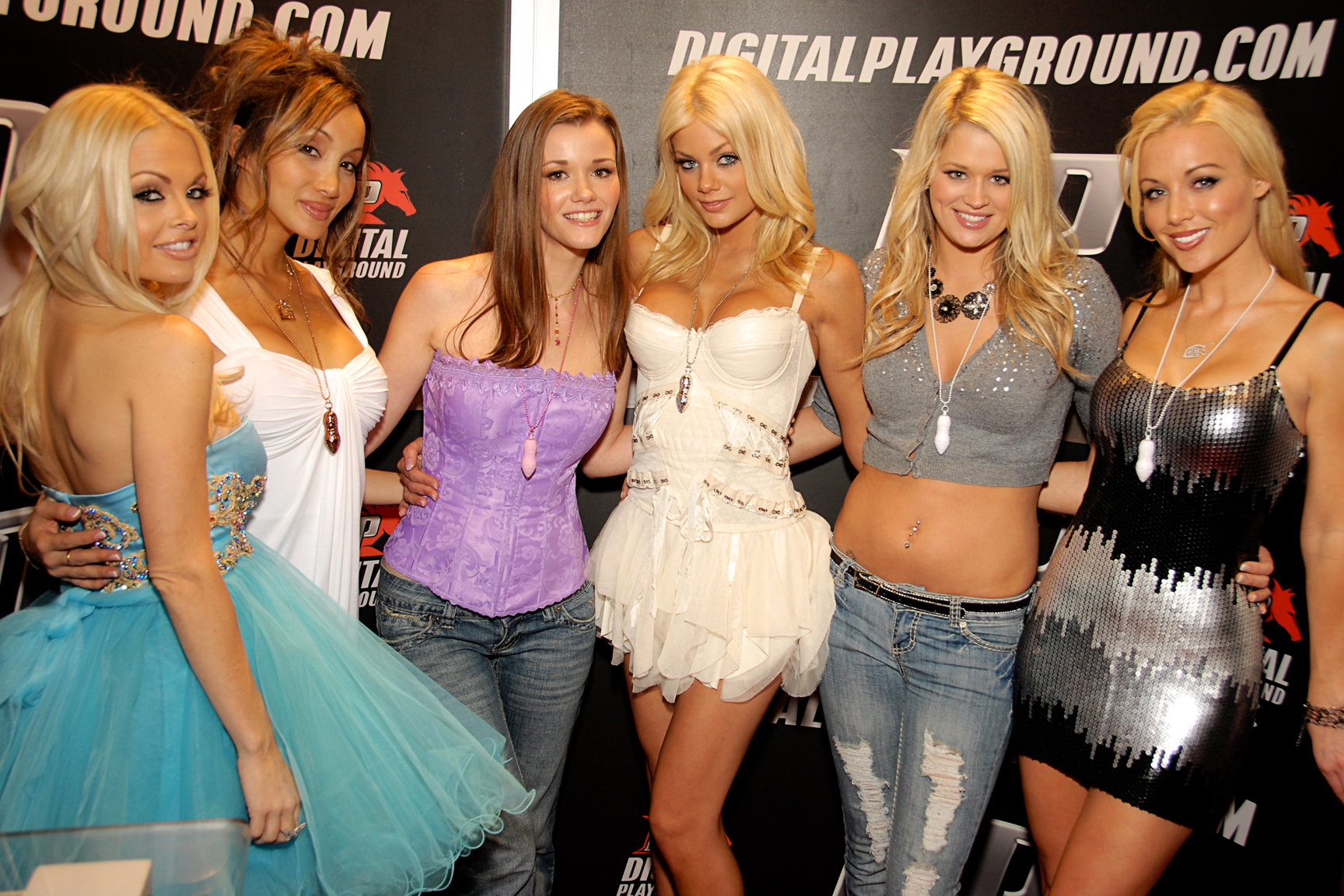
Jesse Jane, Katsuni, Raven Alexis, Riley Steele, Heather Starlet et Kayden Kross, des actrices pornographiques sous contrat avec le studio américain Digital Playground, ici lors du salon AVN Adult Entertainment Expo en janvier 2010.

Les premiers films pornographiques sont quasiment contemporains de l'invention du cinéma. Dès l'époque du cinéma muet, des films pornographiques, réalisés et interprétés par des anonymes, sont diffusés de manière clandestine ou semi-clandestine dans des clubs privés, des baraques foraines ou des maisons closes.
Même s'il ne pouvait pas s'agir d'une production de type industriel, certains pensent que ce passage à une pornographie cinématographique constitue une rupture. Si la représentation pornographique existait bien avant, le vecteur cinématographique lui confère un réalisme et une puissance de suggestion qu'aucun support ne proposait jusqu'alors. Il ne s'agirait pas seulement d'une nouveauté, mais d'une inflexion forte qui signale en même temps la puissance du cinéma. Ce dernier aurait eu cette tentation dès sa naissance dans la mesure où sa puissance de captation fonctionne comme un pouvoir sur autrui, ce que l'exposition de l'intime manifesterait tout particulièrement.
Après 1969, le cinéma pornographique sort de la clandestinité, et est progressivement autorisé dans l'ensemble des pays occidentaux. La pornographie audiovisuelle se transforme en véritable industrie tandis que de nombreux studios de production de films pornographiques apparaissent, notamment aux États-Unis et en Scandinavie, et qu'un « star-system » se développe autour des acteurs les plus connus. La majorité des productions pornographiques s'adressent à un public hétérosexuel, mais l'industrie propose également des films consacrés à toutes les formes légales de sexualité : le marché de la pornographie gay, notamment, se développe dès les années 1970. Les films pornographiques sont initialement diffusés dans des salles spécialisées, avant que ces lieux ne soient supplantés, à partir des années 1980, par la consommation de vidéos à domicile. Les choix de l'industrie pornographique influencent parfois directement certains secteurs : ainsi le succès du VHS de JVC par rapport à son concurrent direct aux États-Unis, le Betamax, est en partie dû au choix de l'industrie pornographique de commercialiser des cassettes VHS et non Betamax. Le phénomène ne s'est cependant pas reproduit avec le successeur du DVD : alors que l'industrie pornographique avait annoncé lors du CES 2007 à Las Vegas sa préférence,, pour le format HD DVD et non pour le Blu-Ray, ce dernier remporta finalement la guerre des supports hautes définitions.
Le tournant de l'Internet, dans les années 2000-[010, a radicalement bouleversé le secteur du cinéma pornographique : de nombreux studios de production ont dû revoir leurs budgets à la baisse. Beaucoup ont fini par disparaître ou ont été rachetés par des groupes propriétaires de sites comme YouPorn et PornHub.

### Les magazines
Dans un registre plus érotique (car ne présentant pas de pénétration sexuelle), les principaux magazines aux États-Unis sont Playboy et Penthouse. Dans un registre ouvertement pornographique, Hustler a une place toute particulière de par son histoire et surtout celle de son créateur Larry Flynt.
En France, la revue Union traite de sexualité avec des photos dans une optique de voyeurisme, tandis que Swing est la publication historique des pratiquants de l'échangisme.
Toujours en France, l'expression de « magazine de charme » est utilisée par euphémisme de bienséance pour désigner des revues érotiques et non pornographiques telles que Lui, Newlook, etc. On parle de même de « presse de charme ».

### Internet
L'arrivée d'Internet a fait exploser la diffusion de la pornographie, tout en contraignant l'industrie du cinéma pornographique à revoir radicalement son modèle économique. La diffusion de multimédia y est plus facile et touche un public plus large, banalisant en quelque sorte le commerce d'images sexuelles. Des sites peuvent être consacrés à un acteur de films pornographiques, ce qui permet de fidéliser une clientèle. Internet a en outre facilité aussi le développement de films réalisés par des amateurs.

Un système d'indexation fine permet aux utilisateurs de ces sites de retrouver le contenu désiré par l'entremise de ce que François Perea appelle des « pornotypes ». Il s'agit de catégories nominales ou verbales ciblant une notion recherchée précise. Cela peut être une caractéristique physique, une nationalité, une pratique, un genre, etc. Pour Perea, 

« l’entreprise pornographique de monstration repose ainsi sur ce que nous avons appelé des pornotypes, qui consistent en une atomisation catégorielle qui, plutôt que proposer une image globale et simplifiée du personnage ou de l’action, le réduit à un trait prégnant, rendu saillant et représentatif par une sorte de réduction métonymique. »

En d'autres termes, les tags ou mots-clefs liés à la catégorie recherchée augmentent les chances du pornophile de trouver le type spécifique de contenu qu'il souhaite consulter.
En lien avec cette notion de « pornotypes », Marie-Anne Paveau soumet l'idée qu'il existerait ce qu'elle appelle des « pornèmes », c'est-à-dire des mots ou termes ayant une connotation quasi exclusivement pornographique. « Le pornème pourrait se définir comme un élément langagier spécifique du discours pornographique, un mot appartenant à la pornographie considérée comme un lexique spécialisé ». Par exemple, les mots relevant de la pratique sexuelle : gorge profonde, levrette, threesome, bukake, creampie, gapping, etc. Un autre cas de figure est l'usage du « X » comme substantif et adjectif. Paveau affirme qu'« en tout cas, ce mot d'une lettre s'est lexicalisé et s'emploie comme nom (« le X », « regarder du X »), comme adjectif (« un film X », « une actrice X », « la loi X »), et même comme verbe : ixer est en effet construit par dérivation sur X ». De même, le nombre 69 ou « soixante-neuf » peut aussi être considéré comme un pornème compte tenu de sa relation à la position sexuelle que sa graphie suggère. Finalement, les sigles tels que BDSM, BBW, MILF, MOFO, et autres sont eux aussi des pornèmes puisqu'ils désignent des catégories bien établies dans la communauté pornographique.
Certains réseaux de particulier à particulier (P2P) sont accusés de favoriser la diffusion de contenu pornographique impliquant des mineurs. Une enquête du General Accounting Office a montré le lien entre réseaux d'échange de fichiers et la pornographie juvénile. Le vice-président directeur de Sharman Networks, propriétaire de KaZaA, Alan Morris, a nié cette accusation devant un comité sénatorial américain (septembre 2003).
L'évaluation chiffrée de la pornographie sur Internet s'effectue via des analyses ou des extrapolations qui, n'offrant pas de véritables sources fiables, sont souvent contestées et critiquées.
- Les analystes spécialistes du commerce sur l'Internet estiment qu'un site pornographique peut gagner entre 10 000 et 15 000 dollars chaque jour. Certains des plus anciens sites ont des revenus de presque 2 millions de dollars par mois[39].
- Les internautes ont dépensé près de 1 milliard de dollars pour accéder à des sites pornographiques en 1998.
- En 1998, il y avait plus de 100 000 sites pornographiques commerciaux et 200 nouveaux sites apparaissaient quotidiennement[40].
- En 2024 et selon les statistiques issues de la réglementation DSA, 59 pour 100 de la population espagnole totale consulte chaque mois l'un des trois plus gros sites mondiaux[41].
- Sur 57 millions d'Américains accédant à Internet, près de la moitié consultent des sites pornographiques pendant 1 à 10 heures par semaine[42].

Le logo du site PornHub.

Les détracteurs de ces études leur opposent qu'ils omettent le fait que beaucoup de sites pornographiques sont petits, ou n'arrivent pas à dégager de bénéfices, dans une concurrence trop pléthorique. Cette tendance est renforcée par l'échange gratuit de fichiers sur Internet comme pour les autres médias numériques.
Néanmoins, en 2006, des chercheurs de l'université de Berkeley en Californie, dans une étude réalisée pour le Departement of Justice des États-Unis, affirment que la pornographie n'occupe qu'environ 1,1 % des pages Web indexées par Google et MSN live search. Le ministère de la Justice déclara que 1 % signifie tout de même un nombre de pages élevé.
En 2010, une étude menée par Optenet, société spécialisée dans le filtrage réseau et la sécurité informatique, estime que « les contenus pornographiques occuperaient près de 37 % du total des pages web ».
L'apparition, à partir du milieu des années 2000, de sites Web (YouPorn, PornHub, xHamster…) proposant en streaming, sur le modèle de YouTube, du contenu pornographique gratuit (mêlant des vidéos amateur et des productions professionnelles piratées) a conduit à un profond changement des habitudes de consommation : la pornographie est encore plus aisément accessible via ces « tubes » qui représentent environ 90 % de la consommation en ligne[réf. nécessaire], et la majorité des studios de production de films pornographiques « à l'ancienne » ont été contraints à repenser leur modèle économique, ou de disparaître. Le groupe MindGeek (anciennement Manwin), propriétaire de plusieurs des principaux « tubes », a ainsi pu racheter un grand nombre de sociétés de production, s'assurant un quasi-monopole sur l'industrie pornographique.
Internet a également permis le développement des activités en webcam, qui représentent l'un des secteurs les plus lucratifs de la pornographie,. Selon une étude de l'IFOP pour le site de cam sexe Plaisx.com, un jeune sur six de moins de 25 ans (16 %) a déjà fréquenté un site de webcam pour y visionner un sex show.

## Dans la culture populaire
La pornographie est une source souvent détournée par les humoristes, chanteurs paroliers, caricaturistes, parodies de bande dessinées.

### Bande dessinée
Milo Manara oriente sa carrière de dessinateur autour de la sensualité, la pornographie et l'érotisme, définissant ce dernier comme l'« élaboration culturelle du sexe ».

### Pastiches
Tintin est probablement l'une des bandes dessinées les plus pastichées.

### Chansons
L'artiste Marie Reno s'amuse du Merci qui dans une chanson parodique.

## Législations

Droits sur la pornographie dans le monde
Pornographie légale
Pornographie légale sous restrictions
Pornographie illégale
Pas d'information

La pédopornographie est condamnée par les diverses législations en vigueur sur l'abus sexuel sur mineur. Concernant la pornographie impliquant des adultes, un grand nombre d'États réglementent strictement la liberté de publication des œuvres pornographiques : âge minimum d'accès requis, limitation des lieux d'accès, limitation des choses représentables.

### Interdictions et restrictions

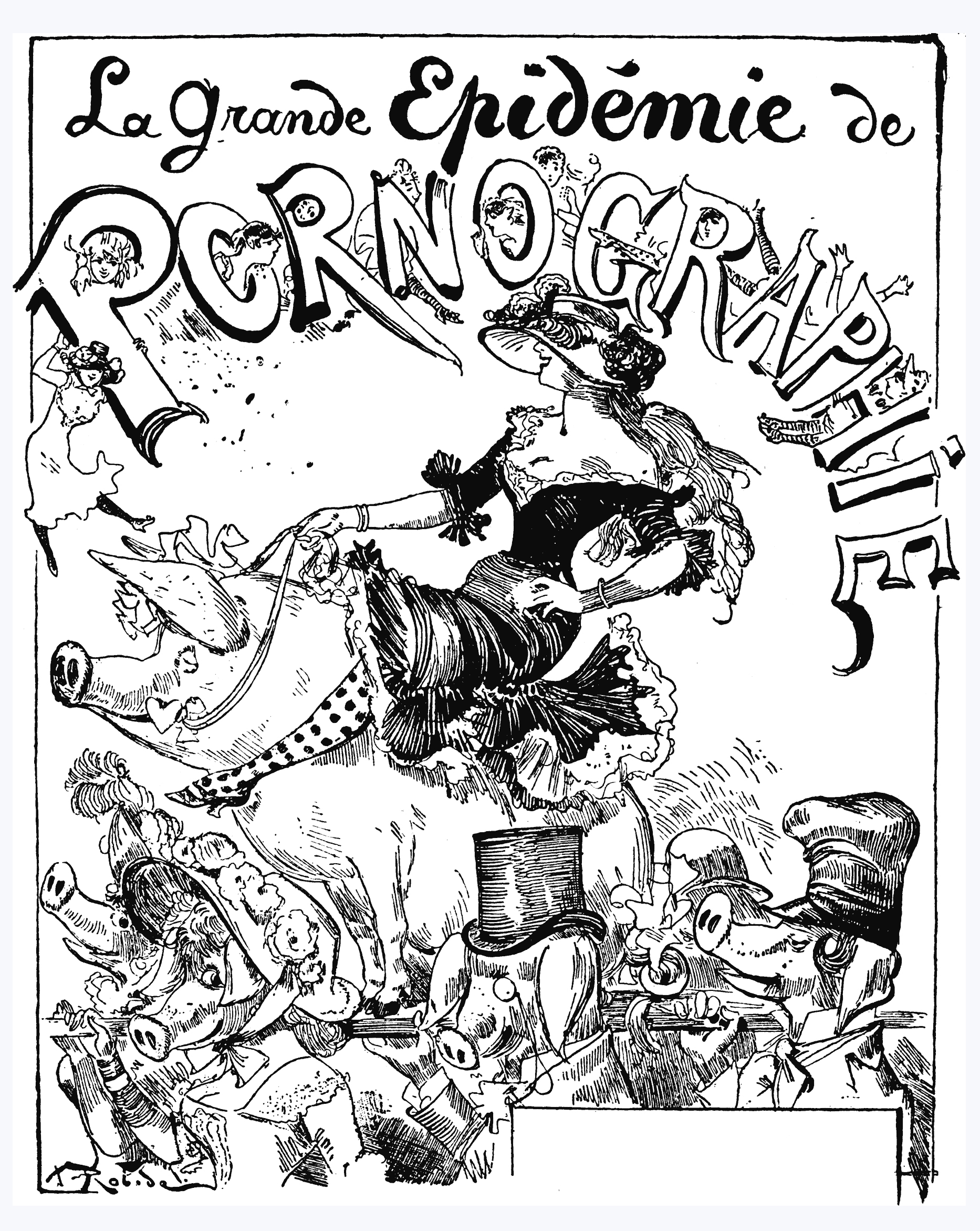
La grande épidémie de pornographie par Albert Robida, parue dans Le Courrier français, fin XIXe siècle.

La diffusion et la pratique de la pornographie est majoritairement autorisée dans la quasi-totalité des pays occidentaux, en raison de la baisse progressive de l'influence des religions (tout particulièrement en raison de la déchristianisation de la société occidentale). Cette libéralisation n'a cependant été que progressive, et parfois très lente (l'« immoralisme » était ainsi durement réprimé sous la dictature de la Révolution argentine, national-catholique, de 1966-73).
La constitution de l'Oregon (33e État des États-Unis, créé en novembre 1857) avait interdit la possession de documents pornographiques. La Cour suprême de l'Oregon a aboli cette loi en 1987 dans l'affaire State v. Henry (en). Avec l'affaire Miller v. California en 1973 en Californie a été redéfinie l'obtention de matériel obscène. Cela regroupe énormément d'œuvres littéraires et artistiques de Gore Vidal (Myra Breckinridge) à D. H. Lawrence ou Gustave Flaubert…
En revanche, elle reste interdite dans la totalité des pays arabo-musulmans.
Cette interdiction s'explique principalement pour des raisons religieuses, l'islam, comme de nombreuses autres religions, condamnant la sexualité débridée. Pour celles-ci, en effet, la sexualité doit être réservée au cadre privé des couples hétérosexuels et légitimes (donc mariés), et certains actes sexuels sont considérés comme interdits et répréhensibles (par exemple la sodomie, ou la pénétration pendant les règles).
En Chine, des vendeurs de rue proposent ouvertement des DVD pornographiques, mais elle est néanmoins interdite et les peines encourues peuvent aller jusqu'à l'emprisonnement à perpétuité. Selon Reporters sans frontières, le prétexte de « pornographie » a permis au gouvernement de censurer des sites Web en Chine.
Le Japon n'autorise pas la représentation des organes génitaux, qu'on voit donc parfois floutés sur les images. La pornographie y est néanmoins très aisément accessible[non neutre], et constitue un marché important.
En France, l'article 227-24 du Code pénal édicte que « le fait soit de fabriquer, de transporter, de diffuser par quelque moyen que ce soit et quel qu'en soit le support un message à caractère violent ou pornographique ou de nature à porter gravement atteinte à la dignité humaine, soit de faire commerce d'un tel message, est puni de trois ans d'emprisonnement et de 75 000 euros d'amende (375 000 euros pour les personnes morales) lorsque ce message est susceptible d'être vu ou perçu par un mineur. » Depuis 1994, l'outrage aux bonnes mœurs n'est constitué que si le message pornographique atteint les mineurs. Vendeurs de presse et loueurs de vidéo doivent masquer les magazines et DVD érotiques ou pornographiques, ainsi que vérifier l'âge de leur clientèle. En revanche les affiches de telles revues apparaissent fréquemment dans l'espace public, donc à portée d'enfants, et si les images font généralement l'objet d'une censure minimale pour éviter d'éventuelles poursuites sur la base de cette loi (en particulier : mamelons féminins recouverts de pastilles noires ou d'étoiles blanches), les titres à caractère ouvertement pornographique semblent faire l'objet d'une tolérance tacite par les pouvoirs publics. Des associations de lutte contre la publicité et des associations familiales combattent ce qui est considéré comme une hypocrisie de la législation, et en 2018, l'humoriste Florence Foresti s'est scandalisée de ce que des affiches de ce type soient placées dans les rues à la vue de tous.
En 2010, l'exposition de Larry Clark au musée d'art moderne de la ville de Paris est interdite aux moins de 18 ans au motif qu'elle montre des clichés explicites d'actes sexuels entre mineurs.

## Arguments en faveur
Selon Ruwen Ogien, les politiques publiques en matière de pornographie devraient suivre trois principes :
- une neutralité à l'égard des definitions de la bonne sexualite ;
- un principe négatif de l'abstention de dommages à autrui ;
- un principe positif de considération de l'expression et des intérêts de tous.

## Critiques
Alors que jusque dans les années 1960, toute représentation d'actes sexuels était jugée « pornographique » et interdite dans la plupart des pays occidentaux, cette représentation s'est ensuite généralisée, tout d abord en Scandinavie, avec le mouvement de « libération des mœurs » (maîtrise par les femmes de leur fécondité, via la légalisation de la contraception et de l'avortement, augmentation du nombre des divorces, revendications féministes portant notamment sur le « droit au plaisir », émergence du militantisme homosexuel). Mais le développement de la pornographie suscite aujourd'hui des réactions diverses, parfois extrêmement négatives.
Ces critiques d'origines diverses — féministes ou issues de différents mouvements de réaction morale — peuvent être synthétisées en trois points :
1. Les conditions de réalisation des images pornographiques impliqueraient une exploitation forcée des actrices, contraintes par la violence ou par la misère à des pratiques sexuelles auxquelles elles répugneraient. L'abus est en tout cas manifeste et légalement condamnable lorsqu'il concerne des enfants : la lutte contre la pédopornographie a dû en particulier devenir beaucoup plus active avec le développement de l'Internet, qui en a facilité la diffusion. À ces critiques majeures s'ajoute une critique secondaire concernant les risques de transmission de maladies sexuellement transmissibles encourus par les acteurs n'utilisant pas de préservatifs, tout en incitant certains spectateurs à adopter des pratiques à risques ;
2. D'autres critiques portent sur les effets supposés de la pornographie sur les spectateurs : par la multiplication des scènes de violences faites aux femmes, la pornographie serait une incitation au viol. En outre, l'on constaterait que la pornographie développe chez certains spectateurs des phénomènes de dépendance les poussant à augmenter leur consommation de telles images. Il n'existe cependant pas de consensus scientifique sur ces supposés effets[57] ;
3. Les critiques portent sur les valeurs que véhicule la pornographie à réduire les femmes à n'être que des « objets » et ramènerait les relations amoureuses à de simples rapports sexuels.

Des membres de l'organisation Femen ont manifesté au Salon de l'érotisme à Paris – Le Bourget le 23 mars 2013 contre l'image des femmes dans la pornographie (à cette occasion l'animateur a répété « you rape yourself » puis « they are porn stars »).

### L'industrie pornographique et le VIH
L'apparition du virus de l'immunodéficience humaine (VIH) dans les années 1980 cause la mort de plusieurs acteurs de films pornographiques. Durant un temps[précision nécessaire], le port du préservatif est la règle aux États-Unis, mais les productions avancent que des films avec des rapports protégés sont moins achetés que ceux sans protection, par conséquent, une proportion croissante de films sont réalisés sans préservatifs. Pour encadrer l'industrie et limiter les risques, l’Adult Industry Medical Health Care Foundation est créée aux États-Unis, organisme qui se charge de tester les acteurs tous les mois et de recenser tous les partenaires sexuels, de manière à lancer une alerte dans les plus brefs délais dès qu'un cas de séropositivité est déclaré afin d'interrompre l'activité de toute personne susceptible d'avoir été contaminée. Dès lors, seuls quelques cas ont été recensés, bien souvent en dehors de l'industrie américaine (comme Darren James contaminé lors d'un tournage au Brésil) ou en dehors des plateaux de production (comme Marc Wallice consommateur de drogue par intraveineuse).
Concernant les films homosexuels, le port du préservatif est de règle.[Information douteuse]
En France, plusieurs actrices militent pour le port du préservatif comme Julia Channel, Ovidie ou encore Clara Morgane. Nombre de films s'y conforment, notamment du fait que le Conseil supérieur de l'audiovisuel prescrit aux chaînes de télévision autorisées à diffuser des programmes pornographiques de ne pas en diffuser qui comportent des images de relations sexuelles non protégées par le port du préservatif, considérant que ce type de programme a une influence auprès des jeunes adultes en banalisant les comportements sexuels à risque.
À partir de 2006, Act Up-Paris entame un travail sur la prévention dans les milieux de la pornographie. En juin 2006, Act Up-Paris publie une tribune dans Libération afin d'imposer le port du préservatif à la production pornographique à travers le monde.
Depuis quelques années[Combien ?], l'industrie pornographique brésilienne l'impose et ceci pour plusieurs raisons. L'avantage avancé est de montrer aux personnes qu'il est possible de prendre du plaisir avec un préservatif. Cet effet aurait eu un rapport positif dans la population brésilienne[réf. souhaitée].

### L'incitation à la violence
Certaines études montrent que la violence sexuelle vis-à-vis des femmes pourrait être favorisée par l'usage de la pornographie,. D'autres sont plus pondérées en reconnaissant que la pornographie n'est pas le seul facteur. D'autres études encore montrent que les effets de la pornographie sont variables. La pornographie servirait en effet à certains individus d'exutoire dans lequel des fantasmes et pulsions seraient libérés, ce qui permettrait que ceux-ci ressurgissent de manière moins fréquente dans la vie réelle[réf. nécessaire]. D'autres travaux montrent qu'il est peu pertinent d'isoler la pornographie de l'ensemble des valeurs et des représentations présentes dans d'autres médias. Quoi qu'il en soit, il n'y a pas de consensus sur la question et les diverses corrélations révélées par ces études n'impliquent pas nécessairement la cause[non neutre].
Dans une interview donnée la veille de son exécution, le tueur en série Ted Bundy estime que le développement de son attirance pour la violence a été généré par le visionnage de films pornographiques[réf. souhaitée].

### Féminisme
Le parcours de quelqu'un comme Ovidie peut servir à illustrer le rapport qu'entretient le féminisme avec la pornographie en France. Ovidie a commencé sa carrière professionnelle comme actrice de films pornographiques puis comme réalisatrice de films, notamment documentaires non pornographiques. Alors que le féminisme était plutôt dominé par la lutte contre la pornographie, elle considérait qu'il pouvait exister un « féminisme pro-sexe » ou « sex-positif » dans lequel la pornographie, ou en tout cas une certaine forme de pornographie de qualité, pouvait servir à l'émancipation des femmes par l'appropriation de leur corps. Dans les années 2010, elle arrête la pornographie au moment où celle-ci devient plus disponible que jamais de manière gratuite et illimitée sans restriction d'âge (ou avec des restrictions d'âge facilement contournable par simple clic) au moyen d'une connexion à internet. Dans son film documentaire sorti en 2014 À quoi rêvent les jeunes filles ?, elle s'interroge sur son parcours et remet en question la possibilité d'un féminisme pro-sexe compatible avec une pornographie de masse. Cette enquête auprès des jeunes filles des nouvelles générations l'amène à constater que la pornographie n'a pas contribué à l'émancipation féminine et que, tout au contraire, sa diffusion de masse semble contribuer à approfondir l'aliénation des nouvelles générations. Elle poursuit ce questionnement dans ses films suivants L'éducation sexuelle des enfants d'internet (2019) et, en enquêtant sur l'industrie du porno, dans Pornocratie (2017)[réf. nécessaire]. Dans l'ouvrage Pornographie et désarroi des corps et des sentiments, la professeure d'université Divina Frau-Meigs observe que ce qui motive la gent féminine à regarder du contenu pornographique est la peur du rejet masculin. En visionnant ce type de contenu, celles-ci intègreraient inconsciemment la représentation d’être seulement un orifice, ce qui est très réducteur pour la femme.
La question de la pornographie, à l'instar du travail du sexe en général, clive les mouvements féministes. Pour de nombreuses féministes, la consommation de pornographie est légitime et doit être comprise dans un cadre plus large où la sexualité est fortement chargée moralement et où les normes en matière de sexualité, notamment féminines, doivent être repensées[Comment ?][réf. incomplète].

### Dépendance pornographique
Une étude menée à l'Institut Max Planck de Développement Humain à Berlin indique une corrélation entre la consommation de pornographie et des atteintes de certaines zones du cerveau, pouvant provoquer une altération de processus cognitifs cruciaux. Selon les travaux des chercheurs allemands publiés le jeudi 29 mai 2014 aux États-Unis, des hommes qui passent beaucoup de temps à regarder de la pornographie sur internet paraissent avoir moins de matière grise dans certaines parties du cerveau et une activité cérébrale réduite. « Nous avons constaté un lien négatif significatif entre le fait de regarder de la pornographie pendant plusieurs heures par semaine et le volume de matière grise dans le lobe droit du cerveau » indique l'étude. « Ces effets pourraient indiquer des changements dans la plasticité neuronale résultant d'une intense stimulation du centre du plaisir », ajoutent-ils dans cette étude, publiée en ligne dans le Journal of the American Medical Association, Psychiatry. Les auteurs ne peuvent toutefois pas prouver que ces phénomènes sont provoqués par une grande consommation de pornographie et jugent que davantage de recherches sont de ce fait nécessaires. Mais selon eux, ces travaux fournissent la première indication de l'existence d'une corrélation entre le fait de regarder de la pornographie et une réduction de la taille et de l'activité du cerveau en réaction à une stimulation sexuelle.[réf. nécessaire]
Une étude publiée dans la revue Journal of the American Medical Association, Psychiatry observe une corrélation entre une consommation d'images pornographiques élevée, et une détérioration des connexions entre le striatum et le cortex préfrontal, la couche extérieure du cerveau liée au comportement et au processus décisionnel. « Des individus dont le volume du striatum est plus petit pourraient avoir besoin de plus de stimulations externes pour avoir du plaisir. Ils chercheraient ainsi dans la vue de films pornographiques davantage de plaisir, ce qui pourrait aussi conduire à en consommer de plus en plus », créant une sorte de dépendance, conclut l'étude.
L'addiction à la pornographie n'est pas reconnue ni dans le DSM 5 ni dans la CIM 11 (les deux manuels diagnostiques de référence) et il n'existe pas de consensus scientifique à son propos,.

### No Fap
À la fin des années 2010, alors que tous les genres de pornographie sont disponibles de manière gratuite et illimitée sur Internet sans aucune véritable restriction, se développe sur les réseaux sociaux occidentaux la mode du « no fap », c'est-à-dire la volonté d'éviter et d'inciter à éviter de regarder de la pornographie à des fins de masturbation, en particulier auprès des jeunes hommes célibataires. Sont mis en avant les effets négatifs potentiels engendrés par une pratique de la masturbation trop fréquente, notamment la perte de volonté et de confiance en soi qui n'est pas favorable à l'accumulation d'énergie et de frustration nécessaire pour trouver et séduire un partenaire sexuel. Le « No Nut November », un challenge restreint au mois de novembre, se développe sur ce thème depuis les États-Unis à partir du début des années 2010, mais gagne vraiment en popularité vers 2017 et atteint la France en 2020[non neutre].

### Immoralité ou nihilisme
Certains détracteurs de la pornographie lui reprochent de nier la subjectivité humaine, de détruire les relations sentimentales à l'autre en en faisant l'instrument d'un plaisir insatiable. Ce caractère insatiable du désir mis en scène, dans la surenchère des signes de la jouissance (hurlements orgasmiques, frénésie des pulsions, multiplication presque sans limites des partenaires, réduction de l'être humain à la seule pulsion sexuelle) marqueraient paradoxalement l'absence totale du désir : en effet, désirer, c'est désirer quelqu'un ; l'élimination de la dignité d'autrui, par des pratiques de domination, anéantit le corps en le transformant en « viande » à consommer, alors que c'est cet être que l'on désirait. On pourra tout de même nuancer cette critique en envisageant le caractère révélateur et non initiateur de la déconsidération humaine : il est possible que ce refus de reconnaissance de l'autre en tant que personne eût été d'ores et déjà présent, consciemment ou non, chez l'individu avant son passage à l'acte : la pornographie aurait alors seulement été une incitation renforçant de tels idéaux au point d'autoriser, du point de vue de l'être, leur application.[réf. nécessaire]
Certains[Qui ?] précisent que la pornographie brise l'idée même de l'intimité en voulant que tout soit absolument visible, alors que l'intimité est par définition ce que l'on montre à très peu, ou bien même ce qu'on ne peut absolument pas dévoiler. Ce serait alors un refus de l'autre comme autre, une vision caricaturale et en cela un manque fondamental de respect.[réf. nécessaire] Cette critique est néanmoins discutable dès lors qu'on se réfère à l'intention de la pornographie : les individus mis en scène, qu'ils soient amateurs ou professionnels, n'en demeurent pas moins consentants dans la diffusion de l'œuvre filmée (par opposition aux sex tapes, réalisées sans le consentement des individus réalisant l'acte sexuel et violant alors effectivement leur intimité).[pertinence contestée]
La pornographie refuserait par l'obsession de l'image et de la visibilité ce qui en l'autre reste toujours en partie inaccessible, distant, c'est-à-dire différent. Elle rendrait le rapport intime formaté, ou encore « prévisible ». Sans doute qu'une certaine peur de la relation peut permettre de comprendre cette attitude, mais sans l'excuser.[non neutre] Sans être le mal absolu, la pornographie cinématographique serait le symptôme d'une difficulté réelle, mais mal surmontée. D'autre part, selon le sociologue nord-américain Michael Kimmel, la banalisation de contenus à caractère pornographique sur Internet aurait des effets néfastes sur la capacité même de certaines personnes à gérer la frustration sexuelle dans la mesure ou ils peuvent en quelques clics assouvir leurs fantasmes. La pornographie sur le net rendrait les hommes inaptes à supporter ou dépasser les insatisfactions inhérentes à la condition humaine, se réfugiant dans une sexualité de l'immédiateté et du voyeurisme narcissique plutôt que dans la recherche de partenaires réels.
Les détracteurs de la pornographie dénoncent une banalisation de la pornographie dans la société actuelle, considérant que cette banalisation est caractéristique de la passivité des spectateurs qui l'acceptent sans aucune conscience morale. Ils[Qui ?] citent parfois à l'appui cette phrase de Fiodor Dostoïevski[réf. nécessaire] : « L'Homme est une ordure, il s'habitue à tout. » (Crime et châtiment). Ou encore cette formule d'Alexandre Soljenitsyne : « On asservit bien mieux les peuples avec la pornographie qu'avec les miradors. »
Les partisans de la pornographie[Qui ?] s'opposent à ces arguments, considérant que ce type de discours ne s'appuie sur aucune donnée fiable concernant les spectateurs de pornographie. Ainsi, Virginie Despentes note : « Les articles et ouvrages consacrés au genre sont extraordinairement nombreux. Les études sérieuses le sont moins, on se donne rarement la peine d'enquêter sur les réactions des hommes qui consomment du porno. On préfère imaginer ce qu'ils ont dans le crâne que poser directement la question. » Jacques Attali soutient que les conditions antérieures liant sentiment amoureux et sexualité disparaissent, « le monde ne sera plus qu'une juxtaposition de solitudes et l'amour une juxtaposition de masturbations ».

## Psyché
Les processus neurobiologiques mis en jeu lors d'une activité pornographique existent également, en partie, chez l'animal :

« La perception et la représentation de l’activité sexuelle possèdent aussi, comme chez l’animal, un effet d’augmentation de la motivation, si bien que la pornographie met en jeu des mécanismes élémentaires communs à l’animal et à l’être humain. »

L'être humain cherche, dans ses activités sexuelles, à maximiser le plaisir érotique. Les images pornographiques — peut-être davantage chez l'homme que chez la femme[source insuffisante] — augmentent l'excitation sexuelle et l'intensité des plaisirs érotiques.

## Les «études pornographiques»
Les études pornographiques visent à étudier les représentations sexuelles, dans le texte ou dans l’image et, au-delà, à réfléchir à l’origine de ces représentations ainsi qu'à leur impact sur les pratiques des individus.
Ce domaine de recherches relié aux sciences sociales émerge aux États-Unis au cours des années 1990, par le biais des cultural studies, et grâce aux travaux de Robert Stoller et Linda Williams, cette dernière inventant le concept de porn studies dès 1989 au sein de l'université de Californie à Berkeley, puis à l'université Duke. En France, dès 2003, Ruwen Ogien, avec Penser la pornographie tente de dépasser le conflit binaire « pour ou contre ». Fin 2005, les Presses universitaires de France éditent un Dictionnaire de la pornographie regroupant les contributions d'une centaine de chercheurs du monde entier.
Dans les années 2010, les chercheurs insistent sur la nécessité des études pornographiques par le renouveau des controverses autour de l’influence de la pornographie sur les jeunes (découverte de la sexualité, épilation…) et de la diffusion massive de pornographie permise par Internet. En 2014, les Britanniques Clarissa Smith et Feona Attwood fondent Porn Studies, une revue académique trimestrielle, appelant à la nécessité de combiner plusieurs perspectives sur l'étude de la pornographie, qui regroupent plusieurs disciplines tels que la psychologie, la sociologie, les études culturelles, l'éducation, la pédagogie ainsi que des études sur la pornographie en tant que genre cinématographique et performance.